# العلاقات البوتسوانية السورينامية
العلاقات البوتسوانية السورينامية هي العلاقات الثنائية التي تجمع بين بوتسوانا وسورينام.

## مقارنة بين البلدين
هذه مقارنة عامة ومرجعية للدولتين:
| وجه المقارنة                                              | بوتسوانا                       | سورينام                        |
| --------------------------------------------------------- | ------------------------------ | ------------------------------ |
| المساحة (كم2)                                             | 581.74 ألف                     | 163.27 ألف                     |
| عدد السكان (نسمة)                                         | 2.29 مليون                     | 563.40 ألف                     |
| الكثافة السكانية (ن./كم²)                                 | 3.94                           | 3.45                           |
| العاصمة                                                   | غابورون                        | باراماريبو                     |
| اللغة الرسمية                                             | لغة إنجليزية                   | اللغة الهولندية                |
| العملة                                                    | بولا بوتسواني                  | دولار سورينامي، غيلدر سورينامي |
| الناتج المحلي الإجمالي (بليون دولار)                      | 17.41 مليار                    | 3.32 مليار                     |
| الناتج المحلي الإجمالي (تعادل القوة الشرائية) بليون دولار | 35.84 مليار                    | 9.07 مليار                     |
| الناتج المحلي الإجمالي الاسمي للفرد دولار أمريكي          | 6.36 ألف                       | 9.48 ألف                       |
| الناتج المحلي الإجمالي للفرد دولار أمريكي                 | 16.10 ألف                      | 16.64 ألف                      |
| مؤشر التنمية البشرية                                      | 0.698                          | 0.714                          |
| رمز المكالمات الدولي                                      | +267                           | +597                           |
| رمز الإنترنت                                              | .bw                            | .sr                            |
| المنطقة الزمنية                                           | ت ع م+02:00، توقيت وسط إفريقيا | 00                             |

## منظمات دولية مشتركة
يشترك البلدان في عضوية مجموعة من المنظمات الدولية، منها:
| علم المنظمة | اسم المنظمة                                 | تاريخ انضمام بوتسوانا | تاريخ انضمام سورينام |
| ----------- | ------------------------------------------- | --------------------- | -------------------- |
|             | يونسكو                                      | 16 يناير 1980         | 16 يوليو 1976        |
|             | وكالة ضمان الاستثمار متعدد الأطراف          | 15 مايو 1990          | 2 يوليو 2003         |
|             | الأمم المتحدة                               | 17 أكتوبر 1966        | 4 ديسمبر 1975        |
|             | مجموعة دول أفريقيا والكاريبي والمحيط الهادئ | ?                     | ?                    |
|             | الاتحاد البريدي العالمي                     | ?                     | ?                    |
|             | البنك الدولي للإنشاء والتعمير               | 24 يوليو 1968         | 27 يونيو 1978        |
|             | الاتحاد الدولي للاتصالات                    | 2 أبريل 1968          | 15 يوليو 1976        |
|             | منظمة حظر الأسلحة الكيميائية                | ?                     | ?                    |
|             | مؤسسة التمويل الدولية                       | 23 مارس 1979          | 1 سبتمبر 2011        |
|             | منظمة التجارة العالمية                      | ?                     | ?                    |
|             | منظمة الشرطة الجنائية الدولية               | ?                     | ?                    |

## وصلات خارجية
- موقع وزارة الخارجية البوتسوانية
- موقع وزارة الخارجية السورينامية